# Luna Park (revue)
Pour les articles homonymes, voir Luna Park.
 (juillet 2022).
Motif : Contenu lacunaire sans aucune source, mal mis en forme, effet de name dropping.
 (mai 2013).
Si vous disposez d'ouvrages ou d'articles de référence ou si vous connaissez des sites web de qualité traitant du thème abordé ici, merci de compléter l'article en donnant les références utiles à sa vérifiabilité et en les liant à la section « Notes et références ».
Luna-Park (ou Luna Park sans tiret) est une revue française des avant-gardes littéraires et artistiques. 
Fondée à Bruxelles en 1974, elle est dirigée par Marc Dachy jusqu'en 2011. Publiée par Transédition, elle a connu deux séries, de 1974 à 1982 puis de 2003 à 2011.

## Auteurs
La revue a publié des textes d’Antonin Artaud, Ivan Alechine, Jean-Michel Alberola, Alain Arias-Misson, Marc Audi, Samuel Beckett, Cécile Bargues, Bernard Blistène,  Alain Borer, Eddie Breuil, Joan Brossa,John Cage, E.E. Cummings,  Arthur Cravan, Nicolas Charlet, Barbara Duggelli, Daniel Fano, Sophie Podolski, Sacio Gomez de Liano, Brion Gysin, Daniil Harms, Yannick Haenel, Raoul Hausmann, Hannah Höch, Alain Jouffroy, Anselm Jappe, Takehisa Kosugi, Yves Klein, David Lefranc, Henry Martin, Emmanuel Moses, Olivier Micha, Martin d'Orgeval, Sophie Podolski, Pierre Restany Eugène Savitzkaya, Gertrude Stein, Kate Steinitz, Nicolas Terrasson, Frédéric Triail, Virgil Thomson, Téo Ung, Jacques Villeglé, Sophie Podolski, Sacio Gomez de Liano, Stéphane Zagdanski

## Publication

### Première série
- no 1, hiver 1974 : Proses en expérimentation : Alain Arias-Misson, Frédéric Baal, Françoise Collin, Christian Dotremont, Marc Dachy, Daniel Fano, Sophie Podolski, Jean-Jacques Schuhl. Photos de William Burroughs par Martin Fraudreau.
- no 2, 1976 : numéro spécial « Graphies » : Roberto Altmann, Frédéric Baal, Roland Barthes, Jacques Calonne, Mirtha Dermisache, Christian Dotremont, Sophie Podolski, Irma Blank.
- no 3, 1977
- no 4, 1978 : numéro spécial Gertrude Stein.
- no 5, 1979
- no 6, 1980 : numéro spécial Sophie Podolski, Snow Queen (inédit posthume).
- no 7, 1981
- no 8/9, 1982 : Un siècle d'avant-garde.

### Deuxième série
- no 1, 6 février 2003,  (ISBN 9782802500186) : Antonin Artaud
- no 2, 1er février 2005,  (ISBN 9782802500193)
- no 3, automne 2006,  (ISBN 9782802500223)
- no 4, 21 août 2008,  (ISBN 9782802500254)
- no 5, 12 mai 2009,  (ISBN 9782802500261)
- no 6, 11 avril 2011,  (ISBN 9782802500285)

## Distinctions
La revue reçoit en 1978 le Prix des Créateurs décerné par Eugène Ionesco.
Le romancier chilien Roberto Bolaño (1953-2003) a basé l'intrigue de sa nouvelle « Vagabond en France et en Belgique » sur la recherche des auteurs du numéro 2 de la revue.

## Exposition
Le deuxième numéro de la première série donna lieu à l'exposition Écritures, graphies notations typographies, du 23 septembre au 2 novembre 1980 à la Fondation nationale des Arts Graphiques et Plastiques.